# Тирима
Тирима или Тирм (грч. Τυριμμας) - је митски македонски краљ из династије Аргијада, који је владао у VIII веку пре нове ере.
Према Еусебију из Цезареје, Тирима, унук оснивача македонског царства Карана, владао је 43 године.  Грчки писац 3. века пре нове ере Сатир спомиње Тириму као оца Пердике I, признатог као првог македонског краља.